# FUN for FAN
『FUN for FAN』（ファン・フォー・ファン）は、2001年5月30日 に発売された日本の歌手・鈴木あみの1枚目となるベスト・アルバム。同年7月1日にミュージック・ビデオを収録した同一タイトルのDVDとVHSも発売された。TRUE KiSS DiSCよりリリースされ、これを以て同レーベルも活動を休止した。

## 概要
鈴木は父とともに所属事務所の契約確認を求めて2000年12月に民事訴訟を起こし、この係争により活動停止に追い込まれた彼女を支援するファンが2001年3月下旬に「love the island」の購入を働きかける運動に所属レーベルのSMEJが動かされ、急遽リリースされたものである。このため事実上レコード会社が勝手にリリースしたベスト・アルバムとなっている（→ベスト・アルバム参照）。鈴木あみとして発売した全シングルA面曲（両A面シングル含む）を発売順に収録。
しかしながら、発売翌月の2001年6月に鈴木側がSMEJに対して専属実演家契約終了の確認と印税明細の開示などを求め民事訴訟を提起し（専属実演家契約終了確認等請求事件）、本作発売に伴う印税支払いに関して言及していた（2003年に和解）。本作を含めSMEJでリリースしたタイトルのディスコグラフィーは、現所属先のエイベックス内の公式サイトでは非掲載となっているが、SMEJのサイト上では掲載が継続されている。
ジャケット・アートワークは3rdシングル「all night long」の時に撮影された別ショットとなっている。完全初回生産限定盤のみ、16面フォト・ブックレット封入。
10年半後の2011年12月に次作となるベスト・アルバム「Ami Selection」が発売された。

## 収録曲

### CD
1. love the island
作詞：小室哲哉 & MARC　作曲・編曲：小室哲哉
ストリングスアレンジ：Randay Waldman
1stシングル。
2. alone in my room
作詞：小室哲哉 & MARC　作曲・編曲：小室哲哉
2ndシングル。
3. all night long
作詞：小室哲哉 & MARC　作曲・編曲：小室哲哉
3rdシングル。
4. white key
作詞：MARC & 小室哲哉　作曲・編曲：久保こーじ & 小室哲哉
4thシングル。
5. Nothing Without You
作詞：MARC  作曲：小室哲哉　編曲：久保こーじ & 小室哲哉
5thシングル、シングルバージョンはアルバム初収録。
6. Don't leave me behind
作詞：MARC・鈴木あみ　作曲：小室哲哉
編曲：久保こーじ & 小室哲哉
6thシングル。両A面曲の1曲目。
7. Silent Stream
作詞：MARC　作曲・編曲：久保こーじ
6thシングル。両A面曲の2曲目。
8. BE TOGETHER
作詞：小室みつ子　作曲・編曲：小室哲哉
7thシングル、シングルバージョンはアルバム初収録。
TM NETWORKのカバー曲。
9. OUR DAYS
作詞：小室哲哉・小室みつ子　作曲・編曲：小室哲哉
ストリングスアレンジ：Randay Waldman
8thシングル、シングルバージョンはアルバム初収録。
10. HAPPY NEW MILLENNIUM
作詞：鈴木あみ & 前田たかひろ 作曲：小室哲哉
編曲：小室哲哉・久保こーじ & 中堅工房
9thシングル、シングルバージョンはアルバム初収録。
11. Don't need to say good bye
作詞：鈴木あみ・小室哲哉 & 小室みつ子　作曲・編曲：小室哲哉
10thシングル。
12. THANK YOU 4 EVERY DAY EVERY BODY
作詞：鈴木あみ・小室哲哉 & 前田たかひろ　作曲・編曲：小室哲哉
11thシングル。
13. Reality
作詞：小室みつ子  作曲・編曲：小室哲哉
12thシングル（両A面曲の1曲目）、アルバム初収録。
14. Dancin' in Hip-Hop
作詞：鈴木あみ & 小室哲哉　作曲・編曲：小室哲哉
ラップ詞：Mean Mimi
12thシングル（両A面曲の2曲目）、アルバム初収録。

### VHS・DVD
★ は、メイキング映像も収録。
1. love the island ★
2. alone in my room
3. all night long
4. white key ★
5. Nothing Without You
6. Don’t leave me behind ★
7. BE TOGETHER ★
8. OUR DAYS
9. HAPPY NEW MILLENNIUM
10. Don’t need to say good bye ★
11. THANK YOU 4 EVERY DAY EVERY BODY
12. Reality